# Федеральный закон № 272-ФЗ 2012 года
Федеральный закон от 28 декабря 2012 года № 272-ФЗ «О мерах воздействия на лиц, причастных к нарушениям основополагающих прав и свобод человека, прав и свобод граждан Российской Федерации» (ранее законопроект № 186614-6) — закон, запрещающий въезд и определяющий арест активов граждан США, причастных к нарушению прав человека или преступлениям против граждан России (статья 1), получивший известность за счёт содержащегося в нём запрета гражданам США усыновлять российских детей-сирот (статья 4).
Действие закона распространяется на граждан государств, которые «приняли решение о запрете въезда граждан Российской Федерации на территории этих государств и об аресте активов граждан Российской Федерации по мотиву причастности граждан Российской Федерации к нарушениям прав человека в Российской Федерации» (статья 6).
Закон позиционировался представителями российской власти как ответ на принятый незадолго до этого в США «закон Магнитского», хотя позднее премьер-министр Д. Медведев и заявил, что закон «принимался на эмоциональной волне, связанной с соответствующими решениями американского конгресса, но ни юридически, ни фактически он не связан с „законом Магнитского“».
Подписан президентом России 28 декабря 2012 года, вступил в силу 1 января 2013 года.

## Неофициальные названия закона
В связи с тем, что закон появился как ответ на закон Магнитского, он стал широко называться антимагнитским законом или законом Антимагнитского.
Вячеслав Никонов (первый заместитель председателя комитета ГД по международным делам и член фракции «Единая Россия») предложил дать название документу «закон Димы Яковлева» — в память об умершем 8 июля 2008 года в США из-за халатности своих приёмных родителей российском сироте Диме Яковлеве, данное название широко используется многими СМИ. Против этой инициативы, в частности, выступила журналистка радиостанции «Эхо Москвы» Ирина Воробьёва, призвавшая журналистов не называть думскую инициативу именем ребёнка.
В различных источниках этот закон также называют детским («детским» закон называл также глава Института современного развития Игорь Юргенс).
Многие противники закона о запрете и оппозиционные масс-медиа используют названия: антидетский закон, антисиротский закон, закон подлецов (в середине декабря одноимённый хештег вышел в мировые тренды Твиттера).

## Содержание закона

### Положения о списке граждан, которым запрещён въезд в РФ
Статья 1 законопроекта перечисляет меры воздействия на определённые категории граждан США. Запрет на въезд в Российскую Федерацию может быть применён к лицам:
- причастным к нарушениям основополагающих прав и свобод человека;
- совершившим преступления в отношении граждан РФ, находящихся за рубежом, или причастных к их совершению;
- наделённым государственными полномочиями и способствовавших своими действиями (бездействием) освобождению от ответственности лиц, совершивших преступления в отношении граждан Российской Федерации или причастных к их совершению;
- принявшим решения, из-за которых произошло освобождение от ответственности лиц, совершивших преступления в отношении граждан РФ;
- причастным к похищению и незаконному лишению свободы граждан Российской Федерации;
- вынесшим необоснованные и несправедливые приговоры в отношении граждан Российской Федерации;
- осуществляющим необоснованное юридическое преследование граждан Российской Федерации;
- принявшим необоснованные решения, нарушившие права и законные интересы граждан и организаций Российской Федерации;

Второй мерой воздействия может быть арест финансовых или иных активов граждан США, которым запрещён въезд в РФ и запрет на любые сделки с собственностью и инвестициями этих граждан.
Статьёй 2 устанавливается, что ведением списка граждан занимается МИД РФ. Предложения об изменении списка могут вносится в этот орган сенаторами, депутатами Госдумы, уполномоченными по правам человека, политическими партиями, общественной палатой РФ, а также государственными органами страны.
Дополнительно в статье 2 указано, что лицам из списка запрещается распоряжаться имуществом, находящимся на территории РФ, входить в состав советов директоров или иных органов управления организаций, зарегистрированных в РФ. Также приостанавливается деятельность юридических лиц, находящихся под контролем граждан из Списка.

### Положения об НКО
Статья 3 законопроекта позволяет федеральному органу исполнительной власти, осуществляющему функции по выработке и реализации государственной политики и нормативно-правовому регулированию в сфере регистрации некоммерческих организаций, приостанавливать деятельность некоммерческих организаций (НКО), которые участвуют в политической деятельности на территории РФ и безвозмездно получают денежные средства или имущество граждан или организаций США или осуществляют на территории РФ деятельность, представляющую угрозу интересам РФ.
Также эта статья ограничивает возможность лиц, имеющих одновременно гражданство РФ и США, состоять или руководить НКО, участвующими в политической деятельности.

### Положение о расширении на другие страны
Несмотря на то, что изначально меры, указанные в законе, применяются в отношении граждан США, статьёй 6 допускается расширение его действия и на граждан других государств, при условии, что те государства примут решение о запрете въезда и аресте активов граждан РФ по мотиву причастности к нарушениям прав человека.
В марте 2022 года СФ одобрил расширение закона, по которому санкции распространяются не только на граждан США, но и всех иностранцев, которых признают причастными к нарушению прав россиян.

## История утверждения
Инициаторами законопроекта в сопроводительной документации указаны 397 депутатов Госдумы и 144 члена Совета Федерации.

### Первое чтение
Законопроект внесён в Госдуму её спикером Сергеем Нарышкиным и лидерами всех четырёх фракций 10 декабря 2012 года. В тот же день Советом Госдумы был назначен ответственный комитет: комитет по конституционному законодательству и государственному строительству. Принят Госдумой в первом чтении 14 декабря.

### Второе чтение
19 декабря 2012 года закон был принят во втором чтении подавляющим большинством (из 450 депутатов 4 проголосовали против, 2 воздержались, а 44 не голосовало). Документ был дополнен поправками, которые:
- Вводят запрет на усыновление российских сирот гражданами США и распространяющими действие закона на другие страны, вводящие санкции против граждан России по мотиву их причастности к нарушениям прав человека в РФ[32];
- Запрещают лицам, имеющим гражданство США, быть членами и руководителями некоммерческих организаций, осуществляющих политическую деятельность на территории РФ[32];
- Приостанавливают деятельность некоммерческих организаций, занимающихся политической деятельностью и получающих финансирование из США, или чья деятельность представляет угрозу интересам РФ[32]
- Распространяют действие закона «на граждан государств, которые приняли решение о запрете въезда граждан Российской Федерации на территории этих государств и об аресте активов граждан Российской Федерации по мотиву причастности граждан Российской Федерации к нарушениям прав человека в Российской Федерации»[33].

PublicPost сообщило о том, что руководство фракции Единая Россия провело со своими депутатами разъяснительную работу, в ходе которой призвали голосовать в поддержку закона «О мерах воздействия на лиц, причастных к нарушению прав граждан Российской Федерации» под угрозой лишения депутатского мандата.

#### Голосование умершего депутата
После принятия закона во втором чтении спикер Госдумы Сергей Нарышкин сообщил о кончине депутата фракции «Единая Россия» Вячеслава Осипова.
Депутат от фракции «Справедливая Россия» Дмитрий Гудков вскоре после этого выложил в интернет документ поимённого голосования депутатов, среди которых был покойный Осипов, поддержавший сразу несколько поправок, включая 10-ю, запрещающую усыновление американцами российских сирот. При этом Осипов числится среди депутатов, не голосовавших по законопроекту в целом, которое состоялось чуть позже 17:00.
Глава подгруппы фракции «Единой России» Вячеслав Тимченко объяснил это тем, что Осипов накануне почувствовал себя плохо и передал право голосования однопартийцам. Спикер Нарышкин поручил думской комиссии по этике обсудить поведение Гудкова, которого депутаты единороссы Сергей Железняк и Вячеслав Тимченко обвинили в оскорбительных высказываниях в адрес Осипова. По словам Гудкова, его обвинили в том, что журналисты обсуждают голосование умершего Осипова за поправки, запрещающие американцам усыновлять российских детей.
20 декабря комиссия вынесла порицание Дмитрию Гудкову за неподобающие комментарии по поводу смерти депутата и предписала извиниться перед семьёй покойного, что он и сделал в своём ЖЖ. Там же он заявил о том, что никаких «непристойных» комментариев в адрес Осипова в Твиттер не делал, а лишь разместил фотографии листов с результатами голосования по поправке.

### Третье чтение
Очень тяжело нажать кнопку «за» ответ по Магнитскому. Дети не должны быть там разменной монетой. Не должно быть так! Партийная дисциплина  Пойду из зала — пусть нажимают!
21 декабря 2012 года в Государственной Думе стартовало третье чтение данного законопроекта. Депутат Дмитрий Гудков предложил исключить вопрос из повестки дня, однако спикер Нарышкин не позволил ему обосновать своё предложение. Депутаты отклонили эту инициативу, хотя, по словам Гудкова, его поддержало 17 коллег.
Законопроект был принят 420 голосами «за» при 7 «против» (так голосовали Дмитрий Гудков, Андрей Озеров, Сергей Петров и Илья Пономарёв (фракция «Справедливая Россия»), коммунисты Жорес Алфёров и Олег Смолин, а также единоросс Борис Резник), 1 воздержавшемся (депутат ЕР Мария Максакова) и 22 не голосовавших.
Во время принятия закона зал парламента покинули единоросс Александр Сидякин и вице-спикер Госдумы от фракции ЛДПР Игорь Лебедев. Коллеги первого смогли проголосовать за закон с помощью его карточки, а Лебедев унёс собственную карточку с собой, тем самым став единственным членом своей фракции, не поддержавшим закон.

### Рассмотрение в Совете Федерации

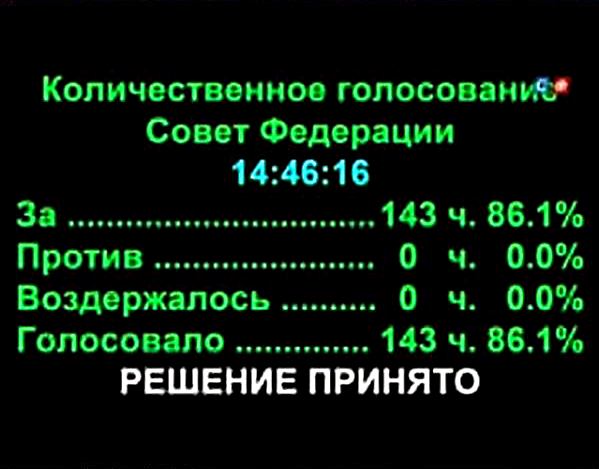
Результаты голосования в Совете Федерации

После поступления законопроекта в Совет Федерации его изучением занялись комитет по международным делам и профильный комитет по конституционному законодательству, правовым и судебным вопросам, которые рекомендовали сенаторам принять законопроект.
В то же время Совет по правам человека при президенте передал экспертное заключение, в котором указал на невозможность принятия этого акта ввиду его противоречия Конституции РФ и нарушения обязательств России по Гаагской Конвенции о защите детей и сотрудничестве в отношении иностранного усыновления.
А что неправильного, если у них не будет американской мамы, а будет русская, которой эти дети будут говорить мама, а не mother?
26 декабря 2012 года верхняя палата Федерального Собрания России начала обсуждение «антимагнитского закона», во время которого сенаторы говорили только о поддержке этого акта. Лишь сенатор Евгений Тарло заявил о том, что их в интернете называют убийцами. На это сенатор Руслан Гаттаров заявил о том, что в голосовании в интернете против запрета на американское усыновление участвуют боты и реальная цифра протестующих «накручена».
Законопроект был одобрен 143 сенаторами, 23 сенатора не голосовали.

### Реакция президента
В мире, наверное, много мест, где уровень жизни получше, чем у нас. Ну и чего, мы туда отправим всех детей? Может, и сами туда переедем?
27 декабря президент Владимир Путин заявил: «Не вижу оснований, почему я не должен его подписывать, хотя я должен посмотреть окончательный вариант». Попутно президент объявил о намерении подписать указ об изменении порядка поддержки детей-сирот, детей, оставшихся без попечения родителей, и тяжелобольных сирот.
28 декабря 2012 года закон был подписан президентом. Он вступил в силу с 1 января 2013 года. Одновременно был подписан президентский указ «О некоторых мерах по реализации государственной политики в сфере защиты детей-сирот и детей, оставшихся без попечения родителей». Согласно указу, с 1 января 2013 года повышается социальная пенсия детям-инвалидам и инвалидам с детства 1-й группы с 6357 до 8704 рублей в месяц. Кроме того, увеличивается единовременное пособие при передаче ребёнка на воспитание в семью. Также планируется снижение требований к нормативам площади жилого помещения, к оформлению документов.
Спустя несколько минут после подписания закона президентом хештег #Путинестдетей возглавил топ самых обсуждаемых тем в русскоязычном Твиттер. Таким образом противники закона комментировали поступок президента. Вместе с тем в лидеры выходил хештег #ПутинПоддержалСирот, активным распространением которого занимались сторонники закона и российской власти. При этом многие записи с этим хештегом абсолютно идентичны друг другу, несмотря на то что написаны разными пользователями. Очевидно, что этот тренд искусственно продвигали через специально созданные для этого учётные записи, и он не отражал реального мнения россиян.

## Положения о запрете усыновления
Статья 4 закона запрещает усыновление детей, являющихся гражданами РФ, американскими гражданами. Кроме того, организациям запрещается вести деятельность на территории РФ, связанную с подбором и передачей детей на усыновление.
Также в части 2 статьи 4 сказано о прекращении действия соглашения между РФ и США о сотрудничестве в области усыновления (удочерения) детей, подписанного в городе Вашингтоне 13 июля 2011 года.
По разным мнениям, часть 2 может либо являться предложением по денонсации (Леонид Калашников), либо прекращает действие соглашения с 1 января 2013 года (Андрей Клишас)
Согласно разъяснению Верховного суда РФ, передаче усыновителям подлежат дети, по чьим делам решения об усыновлении приняты до 1 января 2013 года и вступили в силу (в том числе после 1 января).

### Внесение положений о запрете в законопроект
17 декабря 2012 года депутаты Екатерина Лахова («Единая Россия») и Елена Афанасьева (ЛДПР) дополнили в законопроекте «О мерах воздействия на лиц, причастных к нарушениям основополагающих прав и свобод человека, прав и свобод граждан РФ» поправку депутата Евгения Фёдорова («Единая Россия») о запрете усыновления российских детей-сирот американскими гражданами запретом деятельности организаций по подбору детей, а также прекращением от имени Российской Федерации действия соглашения от 13 июля 2011 года с США о сотрудничестве в области усыновления (удочерения) детей.
В тот же день комитет Госдумы по конституционному законодательству и госстроительству поддержал поправку о запрете на усыновление российских детей гражданами США.
19 декабря 2012 года закон с данным предложением (поддержанным 388 голосами против 15 при 1 воздержавшемся) был принят во втором чтении.
Телеканал «Дождь» со ссылкой на источник из «Единой России» заявил о том, что поправка о сиротах была «спущена из администрации президента РФ», а не придумана депутатами Госдумы. Позже это же СМИ сообщило о том, что, по словам их источников, подлинное авторство принадлежит первому заместителю главы администрации президента Вячеславу Володину и Ольге Баталиной, первому зампреду думского комитета по делам семьи, женщин и детей.
Журналист Сергей Пархоменко, скачавший закон с сайта Госдумы, опубликовал скриншот свойств этого файла, озаглавленного «магницкий_ТЕКСТ_фз.rtf». Автором этого документа в свойствах файла указан референт Государственно-правового Управления Президента Российской Федерации Сергей Валентинович Тихомиров, а не депутаты С. Е. Нарышкин, В. А. Васильев, В. В. Жириновский, Г. А. Зюганов и С. М. Миронов, указанные в пояснительной записке.

### Практика усыновления российских детей в США
По состоянию на 2010 год российские сироты составляли около 10 % усыновлённых иностранных детей в США. При этом эта доля в общем потоке усыновлений постепенно снизилась с пикового показателя в 28 %, зафиксированного в 1998 году. При этом в абсолютных числах пик усыновлений российских детей американцами пришёлся на 2004 год. Всего за два десятилетия действия двусторонних соглашений в США было вывезено свыше 60 тысяч российских детей. Под влиянием резонансных дел о Диме Яковлеве и Артёме Савельеве, отправленном домой с запиской, депутаты Госдумы стали рассматривать ряд ограничительных законопроектов, но приняты они не были. При этом Семейным кодексом и так был предписан приоритет российского усыновления. В 2010—2011 финансовом году в США было усыновлено 962 ребёнка из России.
С 2000 по 2011 год в США от рук приёмных родителей погибли 19 детей, усыновлённых в России (всего за период иностранными гражданами было усыновлено около 65 тысяч). Для сравнения, в 2005 г. Минобрнауки были собраны предварительные данные за последние пять лет по смертельным случаям и фактам жестокого обращения с сиротами, усыновлёнными россиянами, взятыми под опеку или в приёмную семью, согласно которым: погибли 12 детей; из 116 детей, здоровью которых по разным причинам был причинён тяжкий вред, по вине усыновителей и опекунов пострадали 23 ребёнка. Общее число погибших в России с 1991 года усыновлённых или взятых под опеку российских детей — 1220 человек, среди них 12 детей было убито приёмными родителями.
29 декабря 2012 МИД РФ выступил с официальным заявлением, в котором подчеркнул что эти две цифры несопоставимы, так как 19 случаев гибели российских детей в США — это не систематические данные официальной статистики, а лишь самые вопиющие случаи нарушения прав детей, которые были растиражированы СМИ.
Вместе с тем в 2011 году американские приёмные родители усыновили 89 детей-инвалидов, в то время как россияне усыновили в 2011 году 214 детей-инвалидов, под возмездную форму опеки приняли 345 детей-инвалидов, под безвозмездную форму опеки приняли 624 ребёнка-инвалида.

### Российско-американское соглашение об усыновлении и его денонсация
13 июля 2011 года между Россией и США было подписано Соглашение о сотрудничестве в области усыновления, оно вступило в силу 1 ноября 2012 года после ратификации Госдумой России в июле. В соглашении прописан контроль над усыновителями со стороны российских дипломатов и требования к американским усыновителям.
Пункт два четвёртой статьи закона постановляет прекратить действие этого соглашения, не разъясняя, с какого момента это должно быть сделано. В пятом пункте последней статьи соглашения указано буквально следующее:

Настоящее Соглашение действует до истечения одного года с даты, когда одна из Сторон по дипломатическим каналам уведомит другую Сторону о своем намерении прекратить действие настоящего Соглашения.
— Соглашение между Российской Федерацией и Соединёнными Штатами Америки о сотрудничестве в области усыновления (удочерения) детей (Вашингтон, 13 июля 2011 г.), ст. 17, п.2
В связи с этим было высказано много противоречивых мнений.
- 20 декабря 2012 Екатерина Лахова в интервью Public Post заявила о том, что дети, не усыновлённые до конца 2012 года, «останутся в России на своей родине. Всё»[79].
- На следующий день Ольга Баталина опровергла эти слова и утверждала, что соглашение с США будет действовать ещё год после вступления закона в силу, то есть усыновление будет запрещено с 2014 года[80].
- 26 декабря уполномоченный при президенте РФ по правам ребёнка Павел Астахов высказал радио «Коммерсантъ FM» противоположное мнение[81], а Интерфаксу сказал буквально следующее: «46 детей, которые были подготовлены для усыновления американскими семьями, останутся в России»[82].
- 28 декабря в интервью «Дождю» пресс-секретарь Путина Дмитрий Песков практически повторил слова Астахова[83].
- 9 января 2013 года МИД РФ разместил на своём сайте комментарий[84]: МИД России официально передал Посольству США в Москве 1 января с. г. ноту с уведомлением о прекращении — а не о «приостановлении» — действия указанного Соглашения в связи со вступлением в силу с этой же даты Федерального Закона «О мерах воздействия на лиц, причастных к нарушению основополагающих прав и свобод человека, прав и свобод граждан Российской Федерации». Какие-либо иные трактовки, попытки исказить суть нашей позиции неприемлемы. Действие упомянутого Соглашения нами прекращено. Некоторые СМИ[85][86] интерпретировали это как заявление о прекращении действия соглашения с начала 2013 года.
- 10 января Д. Песков фактически опроверг свои же слова в интервью РИА Новостям[87].

### Запрет и моратории международного усыновления в других странах
Многие страны сильно ограничивают возможность для иностранцев усыновлять детей. Такие ограничения действуют в Канаде, Австралии, большинстве государств Африки и Ближнего Востока, Литве, Грузии, Молдавии, Болгарии, Белоруссии. Вместе с тем большинство стран мирового сообщества подписало Конвенцию о правах ребёнка, к которым относится и право на иностранное усыновление.
В 2004 году, несмотря на протесты США, Румыния приняла закон, запрещающий иностранцам усыновление румынских детей, кроме их биологических родственников. Евросоюз в связи с этим заявил, что запрет поможет защитить румынских сирот от нелегальной трансплантологии и проституции.
Правительства вводили моратории на усыновление (например, Россия в 2010—2011 годах) или же задумывались об их введении (Украина в 2010 году). В 2008 году мораторий на усыновление детей иностранцами ввёл Кыргызстан.

## Последствия
По официальным данным правительства РФ, 200 российских детей в 2013 году должны были переехать в семьи в США, но в силу действия принятого закона остались в детских домах, интернатах и домах ребёнка.
За полгода, прошедшие с момента принятия закона, в Нижегородской области умер сирота, которого планировали усыновить американцы, начавшие оформление документов. Из-за принятого закона процедура усыновления была остановлена. Ребёнок имел сложный порок сердца. Только законодательство США позволяет усыновлять из-за рубежа тяжелобольных детей, требующих дорогостоящего лечения (в Канаде есть список диагнозов, с которыми из-за рубежа усыновлять нельзя, а в Европе страховки гораздо меньше). В этом вопросе в новейшее время вызывает озабоченность тема незаконного донорства органов.
5 ноября 2013 года Росбалт со ссылкой на комитет по социальной политике Санкт-Петербурга сообщил о том, что из 33 петербургских детей, подготовленных к усыновлению, остановленному из-за вступления в силу закона Димы Яковлева, только одного усыновили россияне, одного — граждане Великобритании, под опеку было передано 3 ребёнка, в приёмную семью — один ребёнок, а ещё один несовершеннолетний возвращён в биологическую семью. 

### Инициативы депутатов ГД
Член фракции «Единая Россия» Роберт Шлегель, голосовавший как за поправку Лаховой, так и за весь законопроект, в день его подписания предложил поправку, по которой дети-инвалиды выводятся из-под его действия, пояснив: «закон опубликован, и теперь в него можно вносить изменения, а после принятия во втором [чтении] уже нельзя было». Эта инициатива вызвала негативный отклик у журналиста Павла Шеремета, сравнившего её с пословицей На тебе, Боже, что нам негоже. Сам Шлегель не исключил возможности отозвать собственную поправку в случае достижения компромиссного варианта. По мнению политолога Михаила Виноградова, подобными инициативами депутаты хотят улучшить свой имидж, пострадавший после принятия закона.
11 января стало известно о том, что Шлегель отозвал собственную поправку. Депутат сообщил в своём твиттере о том, что в нынешнем виде она не может быть принята, но работа над ней продолжится в межфракционной рабочей группе.
Член фракции «Единая Россия» Евгений Фёдоров сообщил, что Семейный кодекс могут дополнить запретом брать в семьи российских детей гражданам тех стран, с которыми это не оговорено международными соглашениями. Следующим шагом Фёдоров назвал разрыв подобных соглашений.
Депутат фракции «Единая Россия» Андрей Исаев заявил о планах полностью запретить иностранное усыновление. Противников закона, которые организовали 13 января «Марш против подлецов», он назвал «врагами российского суверенитета». Тех, кто собирается участвовать в акции, единоросс назвал «детоторговцами».
15 января депутаты от фракции «Справедливая Россия» Валерий Зубов, Дмитрий Гудков и Илья Пономарёв внесли законопроект, предлагающий отменить нормы ФЗ № 272, которые сделали невозможным усыновление в США российских сирот. Депутаты охарактеризовали свою инициативу как посредничество для граждан, собравших в интернете более 100 000 подписей против пункта о запрете на усыновление. В апреле 2013 года комитет по конституционному законодательству дал отрицательное заключение на законопроект, в мае его отклонила Дума.

### Принятие закона в регионах
После принятия закона в Госдуме, его текст был разослан в законодательные органы регионов РФ для обсуждения и принятия. В Псковском областном собрании депутатов обсуждение закона обернулось скандалом. После первого голосования законопроект не набрал необходимое число голосов. В его поддержку выступило лишь 18 из 25 единороссов и трое депутатов от «Справедливой России». Против закона голосовал депутат от партии «Яблоко» Лев Шлосберг, один депутат от ЛДПР и четверо от КПРФ. Остальные народные избранники не голосовали.
После голосования у нас был объявлен перерыв, во время которого губернатор Псковской области Андрей Турчак, лично присутствовавший на заседании, созвал представителей «Единой России» в отдельное помещение для совещания.
После этого разговора, депутат от «Единой России» Ян Лузин заявил о сбое при проведении голосования, и что его голос не был учтён. То же самое заявили ещё несколько его однопартийцев. После этого усилиями «Единой России» и «Справедливой России» вопрос вернули в повестку дня.
При втором голосовании за поддержку закона проголосовали уже 23 депутата от «ЕР», и 3 депутата от СР. Депутаты от ЛДПР не пришли в зал заседаний, а депутаты от КПРФ попросту не принимали участия в голосовании. В итоге против проголосовал только Шлосберг, и решение о поддержке федерального закона было принято.

### Письма детей президенту
9 января 2013 года СМИ сообщили о том, что страдающий генетическим заболеванием воспитанник челябинской школы-интерната № 13 Максим Каргапольцев написал письмо президенту и депутатам Госдумы с просьбой разрешить его усыновление семье из США, с которой он общается уже семь лет. Ранее Максим побывал в США, а американцы, согласившиеся стать его опекунами, приезжали в РФ. В 2012 году они подали документы на усыновление, но вступление в силу закона лишило их этой возможности, что подтвердили омбудсмен по правам ребёнка в Челябинской области Маргарита Павлова и вице-губернатор Ирина Гехт.
10 января директор интерната Денис Мацко заявил о том, что его воспитанник не писал письмо представителям российской власти. Вместе с тем журналисты не имеют возможности связаться с самим Каргапольцевым: его телефон отключён, а сам он не выходит в социальные сети и в Skype.
Депутат Екатерина Лахова (инициатор поправок, запрещавших усыновление американцами) назвала сообщения о письме провокацией со стороны США с целью упрекнуть власти РФ. Сенатор от Челябинской области Руслан Гаттаров заявил о том, что никаких исключений для мальчика сделано не будет, и ему найдут усыновителей в России на территории Челябинской области.
Позже воспитанник сообщил о том, что его слова были неверно интерпретированы журналистами, и никаких писем он не писал. Вместе с тем он подтвердил информацию о том, что хотел поехать именно в ту американскую семью, о которой шла речь в «письме Путину».
Депутат Государственной Думы от ЛДПР Сергей Вайнштейн выразил желание вместе со своей женой взять на попечение Каргапольцева. До этого депутат помогал нескольким детским домам в Челябинской области.
Десятиклассница Н. Писаренко из Ростова-на-Дону обратилась к президенту с открытым письмом, критикуя закон. Как сообщил пресс-секретарь президента Д. Песков, администрация президента примет во внимание письмо и попросит «региональные власти обратить внимание на предмет того, чтобы все обязательства как по линии местных властей, так и по линии федеральных властей выполнялись перед девочкой-инвалидом».

### Список американских граждан
По сообщениям СМИ, в список граждан США, въезд которым на территорию России запрещён, к 18 января 2013 года было внесено несколько десятков человек. Среди них:
- Должностные лица, причастные к делам Виктора Бута и Константина Ярошенко.
- Члены Конгресса, инициировавшие принятие «закона Магнитского».
- Американские чиновники и граждане, которые предположительно нарушали права усыновлённых детей из России[116].

15 февраля 2013 года заместитель главы МИД РФ Сергей Рябков заявил о том, что Россия готова на взаимной основе с США отказаться от «чёрных списков» невъездных граждан.
Список из 18 граждан США (столько же, сколько в опубликованном американском «списке Магнитского») был опубликован МИД в апреле 2013 года. В июле 2014 года в список было внесено ещё 12 граждан США, в ответ на расширение «списка Магнитского».

## Отношение к запрету

### Реакция официальных лиц
В поддержку запрета на усыновление выступил уполномоченный при президенте РФ по правам ребёнка Павел Астахов. Он также отметил, что «Абсолютное большинство стран мира не отдаёт своих детей иностранцам». 26 декабря 2012 года, в день принятия закона Советом Федерации, детский омбудсмен заявил о том, что: любое иностранное усыновление вредно для страны, а также о готовности предоставить руководству страны обоснования этого утверждения.
Против запрета выступили министр по делам открытого правительства Михаил Абызов, глава комитета Госдумы по вопросам семьи, женщин и детей Елена Мизулина (однако позднее Мизулина проголосовала в поддержку закона), министр финансов Антон Силуанов, министр образования Дмитрий Ливанов, министр иностранных дел Сергей Лавров, вице-премьер по социальным вопросам Ольга Голодец, уполномоченный по правам человека Владимир Лукин (назвав закон неграмотным и спрогнозировав, что он будет оспорен в Конституционном суде), председатель совета при президенте по правам человека Михаил Федотов, девять членов Общественной палаты.
Михаил Федотов позднее заявил: «нам необходимо отказаться от института международного усыновления. Но одновременно с этим необходимо обеспечить нормальные условия усыновления российских сирот нашими согражданами». 21 декабря Михаил Федотов в своём твиттере со ссылкой на экспертов совета заявил о том, что введение запрета на усыновление российских детей американцами противоречит Конституции. Они считают, что запрет усыновления — сфера совместной компетенции федерального центра и субъектов.
20 членов Совета при президенте по правам человека выступили с заявлением, призывающим «обратить особое внимание на вопрос о погибших детях, усыновлённых иностранными гражданами (.) ужесточить контроль за качеством жизни детей и состоянием их здоровья (.) активнее защищать и отстаивать права наших детей, усыновлённых за рубежом, и инициировать тщательное расследование обстоятельств их гибели и фактов вынесения по данным трагическим ситуациям оправдательных приговоров» (среди них — Анатолий Кучерена, Максим Шевченко, Александр Брод).
Член Совета при президенте по правам человека Кирилл Кабанов заявил, что нужно поддержать законопроект при некоторых условиях. Одно из этих условий: запрет на усыновление должен быть введён в отношении всех иностранцев, а не только граждан США. Другая член того же Совета, Яна Лантратова, заявила, что «принят закон, который ограждает российских детей от того, чтобы оказаться бесправными в чужой стране, подвергаться пыткам и быть убитыми.
Как мне кажется, все, кто обеспокоен судьбой русских детей, — должны приветствовать это».
По мнению лидера фракции «Справедливая Россия» Сергея Миронова, поправка об усыновлении детей — только «некая декларация, некое политическое намерение», так как отменить действие ранее принятого соглашения об усыновлении может исключительно российский президент, и назвал беспочвенными опасения за судьбу детей, в настоящее время ожидающих усыновления.
Уполномоченный МИД РФ по вопросам прав человека, демократии и верховенства права Константин Долгов заявил, что законопроект не противоречит конвенции ООН о правах ребёнка.
Министерство юстиции сочло запрет не соответствующим статье 21 Конвенции о правах ребёнка.

### Реакция российских СМИ
Законопроект критиковался некоторыми журналистами как государственных, так и независимых СМИ. Лишь представители государственных федеральных телеканалов выступили в его поддержку.
Обозреватель радиостанции Коммерсантъ FM Константин Эггерт назвал законопроект «подлостью и позором», и заявил о том, что «вся ответственность за новый акт, если он будет принят и подписан, ляжет на Кремль и президента Владимира Путина, какими бы ни были формальные обстоятельства».
Редакция газеты «Ведомости» сравнила депутатов от «Единой России» с руководством Северной Кореи, шантажирующим мир военной угрозой, и заявила, что народные избранники придумали новый способ шантажа других государств
Корреспондент государственного информационного агентства РИА Новости Наталья Афанасьева заявила, что «если бы тех, кто принимает законы, действительно волновали судьбы сирот, то детей незачем было бы отдавать американцам». Автор предложил задать ряд неудобных вопросов тем депутатам из списка тех, кто проголосует за данный закон.
Журналист газеты «Московский комсомолец» Александр Минкин на основе событий написал статью «Бешенство власти». В ней он заявил, что в случае принятия закона будет опубликован список депутатов, проголосовавших за запрет усыновления. Он обещал осуществить запрет на лечение в США этих депутатов и их родственников.
Заместитель редактора отдела «Новости» «Газеты. Ru» Александр Бычков сравнил депутатов Владислава Третьяка и Ирину Роднину, голосовавших за поправку об усыновлении, с коллаборационистами, и указал на то, что «все кубки Третьяка, завоеванные им во славу нашей страны, в моих глазах обесценились и обратились в черепки одним его нажатием кнопки „за“ в ходе голосования по „антимагнитской“ поправке». По мнению автора, такой же поступок совершила и Чулпан Хаматова, заявившая о своём намерении проголосовать за Путина перед президентскими выборами 2012 года. Тем не менее, Чулпан Хаматова ещё 18 декабря подписала Открытое письмо депутатам Государственной Думы против «закона Димы Яковлева».
Журналист Владимир Познер в своей заключительной реплике в программе «Познер» на «Первом канале» раскритиковал законопроект, отметив, что «по сравнению с ответом нашей Госдумы то, что приняли американцы, — это образец мудрости и дальновидности». По его мнению, от этого акта пострадают дети, которых американцы усыновляли активнее россиян. Также Познер указал на то, что не согласен с Владимиром Путиным, посчитавшим инициативу адекватным ответом «Акту Магнитского». Комментируя закон, ведущий, по его словам, оговорился: «Способ мышления, который продемонстрировала Государственная дура… Ой, простите, я оговорился. Государственная Дума… поражает».
Четыре депутата Госдумы: Андрей Луговой (ЛДПР), Михаил Старшинов («Единая Россия»), Олег Денисенко (КПРФ) и Игорь Зотов («Справедливая Россия») написали письмо, в котором заявили о том, что выступление Познера они считают оскорбительным и недопустимым, а извинения ведущего за оговорку с «Государственной дурой» их не убедили. Также они попрекнули Познера, что обладая российским, французским и американским паспортами, он позволяет себе высказывания, дискредитирующие органы государственной власти России. Подписанты объявили о плане внести законопроект, который запретит всем иностранным гражданам, своими высказываниями дискредитирующим Россию и органы власти, работать на государственном телевидении.
27 января 2013 в эфире своей программы Владимир Познер заявил: «у меня был довольно длинный отпуск новогодний, отсутствовал я довольно долго, и я знаю, что мою персону довольно много обсуждали. По этому поводу я хотел бы сказать следующее: я в одной программе допустил оговорку и извинился, искренне извинился. И снова за эту оговорку приношу извинения, и только за эту оговорку». После этого источник в Кремле сообщил о том, что теперь Госдума может отказаться работать над законопроектом, вводящим ограничения на федеральных телеканалах для работы журналистов с иностранным гражданством.

### Реакция общественности
В поддержку запрета на усыновление выступили двое глав синодальных отделов Русской православной церкви — протоиереи Димитрий Смирнов и Всеволод Чаплин (позднее предложивший сделать в законе исключение «для детей, которые должны получить лечение, не доступное в России» 26.12.12), против — епископ Пантелеимон (Шатов) и Владимир Легойда. Против запрета высказался член Патриаршей комиссии по семье Андрей Воронин, а также клирики РПЦЗ, служившие в США: настоятель храма святого Иоанна Предтечи в Вашингтоне протоиерей Виктор Потопов, управляющий делами канцелярии Архиерейского Синода Русской зарубежной церкви и секретарь Первоиерарха Русской зарубежной церкви протоиерей Серафим Ган, секретарь епархиального совета Западно-Американской епархии РПЦЗ, член Межсоборного присутствия Русской православной церкви протоиерей Пётр Перекрёстов. Главный раввин России Берл Лазар заявил: «Сначала нужно решать проблемы внутри страны, а потом уже принимать дальнейшие действия. Но когда мы не готовы к решению вопроса внутри страны, нужно быть очень осторожными, чтобы дети не страдали».
Против запрета на усыновление выступили лидеры внепарламентских партий ГП (Михаил Прохоров), РПР-ПАРНАС (Борис Немцов) и «Яблоко» (Сергей Митрохин).
Лидер незарегистрированной партии «Другая Россия» Эдуард Лимонов высказал мнение, что передачу российских детей на усыновление иностранцам следует запретить, мотивируя его тем, что «Настаивая на том, что „там“ — в Соединённых Штатах или где-то ещё в Европе — русским детям будет лучше, комментаторы фактически признают превосходство Соединённых Штатов, европейских стран над нами. Эта позиция ущербная… У ребёнка есть право на Родину. Вышвыривая ребёнка в чужую страну, вы, мои оппоненты, лишаете его Родины».
Борис Немцов объявил о работе по включению в список Магнитского депутатов Афанасьевой, Лаховой и Евгения Фёдорова, бывших авторами поправок в закон. Подача документов о включении их в список станет возможным только после подписания закона президентом РФ Владимиром Путиным.
18 декабря 2012 года на сайте «Демократор» был организован сбор подписей против принятия закона; по состоянию на 28 декабря его подписали более 19 тыс. человек, против подписания высказались более 2 тыс. человек. В тот же день телеканал «Дождь» начал сбор подписей под открытым письмом Юрия Сапрыкина, Татьяны Лазаревой и Ирины Прохоровой к депутатам Госдумы, в котором они просят их «не торопиться с принятием закона». К 27 декабря 2012 года было собрано более 3 тыс. подписей.
Ещё одно обращение к Президенту России и членам Федерального собрания, составленное приёмными родителями и призывающее не принимать закон, было размещено на сайте www.OnlinePetition.ru и собрало несколько тысяч подписей (более 7,5 тыс. на 28 декабря).
Ещё одно обращение к Президенту России подписали члены некоммерческого партнёрства благотворительного собрания «Все вместе», объединяющее московские благотворительные и волонтёрские организации.
«Новая газета» также организовала сбор подписей против законопроекта. В 9:15 21 декабря сотрудники «Новой газеты» передали в Государственную думу более ста тысяч подписей против закона, предусматривающего запрет на усыновление российских детей американцами. Данная петиция должна быть рассмотрена Госдумой, о чём заявил президент Путин на своей пресс-конференции 20 декабря, так как в своей предвыборной статье он предложил «ввести правило обязательного рассмотрения в парламенте тех общественных инициатив, которые соберут сто тысяч и более подписей в интернете»
Комитет Госдумы по конституционному законодательству и госстроительству обсудил петицию, переданную журналистами «Новой газеты» и собравшую 120 000 подписей. Глава комитета Владимир Плигин сообщил о том, что в настоящее время нет правовой основы для рассмотрения такой петиции в качестве законодательной инициативы.

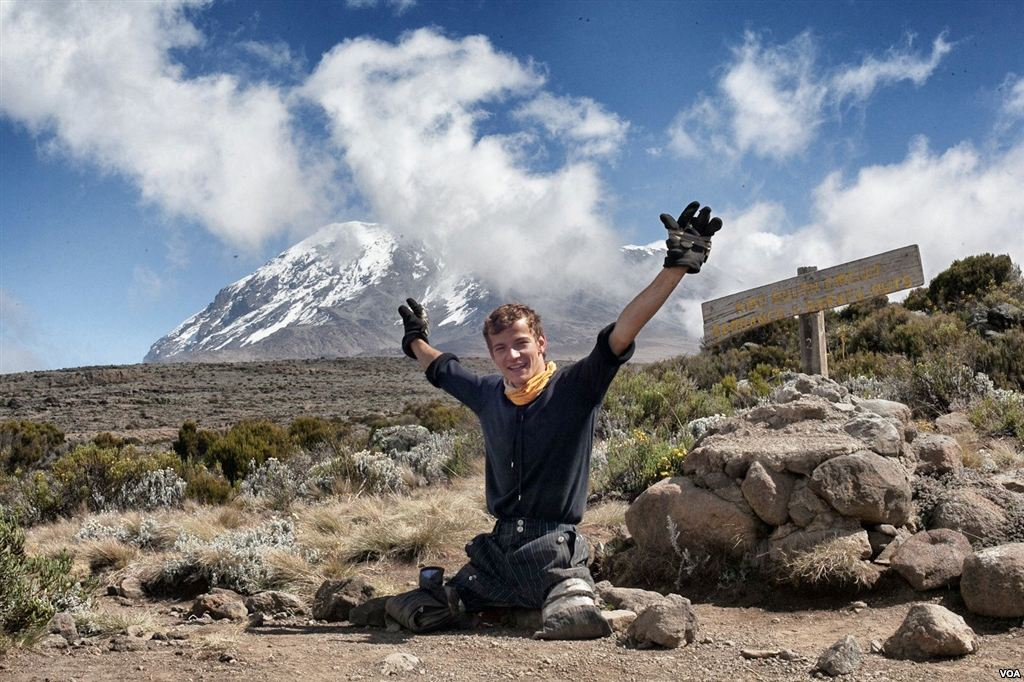
Саша Шульчев (Д’Жамус) на Килиманджаро. См. также новостной репортаж

Ещё одна петиция по инициативе усыновлённого из России А. Д’Жамуса была представлена в посольство РФ в Вашингтоне, но не была принята.
19 декабря 2012 года у здания Государственной Думы были организованы одиночные пикеты, в которых участвовали 70 человек, среди которых оказались сотрудники «Ведомостей», «Эха Москвы», «Вести.ру», изданий «Большой город» и «Русской репортёр». Пикетчики выступали против принятия закона, запрещающего усыновление российских сирот гражданами США. В итоге было задержано 30 человек, большинство из которых составили противники законопроекта. 21 декабря во время третьего чтения законопроекта также проходили одиночные пикеты, но их участники не задерживались полицией. Утром 22 декабря был задержан человек, который закидал яйцами здание Госдумы, в тот же день 20 человек принесли к этому зданию плюшевых зверей, машинки и куклы, а также зажгли свечи. Тем самым они выразили сожаление о том, что многие сироты, у которых не получается найти родителей в РФ, могут остаться без возможности найти их за рубежом. 26 декабря около здания Совета Федерации, где проходило обсуждение закона, прошли пикеты сторонников и противников этого документа. 13 января в ряде городов состоялись акции протеста против закона: в Москве шествие собрало, по данным организаторов, 20—30 тысяч человек, по сведениям ГУ МВД по Москве — 9 тысяч, в Санкт-Петербурге — около тысячи, по сообщению РИА Новости.
Глава Межрегиональной Ассоциации правозащитных организаций «АГОРА», кандидат юридических наук Павел Чиков заметил, что запрет американским гражданам усыновлять российских детей противоречит Конвенции по правам ребёнка, предусматривающей иностранное усыновление. К тому же, в случае противоречия между международными обязательствами России и внутренним законодательством, Конституцией РФ приоритет отдаётся международным обязательствам как имеющим большую юридическую силу.
19 членов Координационного совета российской оппозиции подписали заявление, в котором раскритиковали законопроект. По их мнению, «заявления о массовой тяжёлой судьбе российских усыновлённых детей в США, являются ложью, прикрывающей неспособность российской власти создать нормальные условия жизни для детей-сирот в России». Также подписанты обратили внимание на то, что после принятия закона более 45 000 российских детей, находящихся в приёмных семьях в США, утратят статус граждан РФ, в соответствии с американским законодательством. Авторы письма считают, что инициаторы закона и поддержавшие его политики должны быть включены в список Магнитского за нарушение прав человека с целью сокрытия фактов коррупции.
Музыкант Андрей Макаревич написал открытое письмо президенту Владимиру Путину, в котором заявил о том, что принятый думой закон лишает права на жизнь сирот с тяжёлыми наследственными недугами, которых отказались усыновлять в РФ. Их болезни могут вылечить только в США, и таким образом «…сотни больных детей благодаря этому закону скорее всего умрут. Их смерти лягут тяжким грехом на души депутатов, проголосовавших „за“ (если у них ещё остались души). И на Вашу душу, Владимир Владимирович».
Фонд «Общественное мнение» сообщает, что 56 % опрошенных поддерживают законодательную инициативу о запрете усыновления российских сирот гражданами США, не поддерживают — 21 %, затрудняются ответить — 23 %, при этом большинство респондентов выступает за ужесточение, а не тотальный запрет усыновления российских детей иностранцами, и не усматривает взаимосвязи между местом проживания и безопасностью ребёнка. Опрос российских интернет-пользователей в возрасте от 18 до 55 лет показал, что 26 % полностью поддержало запрет на усыновление российских сирот гражданами США, 26 % скорее поддержало, 25 % скорее не поддержало, 18 % совершенно не поддержало По исследованию ВЦИОМ, принятие «антимагнитского закона» скорее поддерживают 76 % россиян, скорее не одобряют 24 %. По опросу «Левада-центра», положительно к этому закону относятся половина россиян, отрицательно — 31 %.

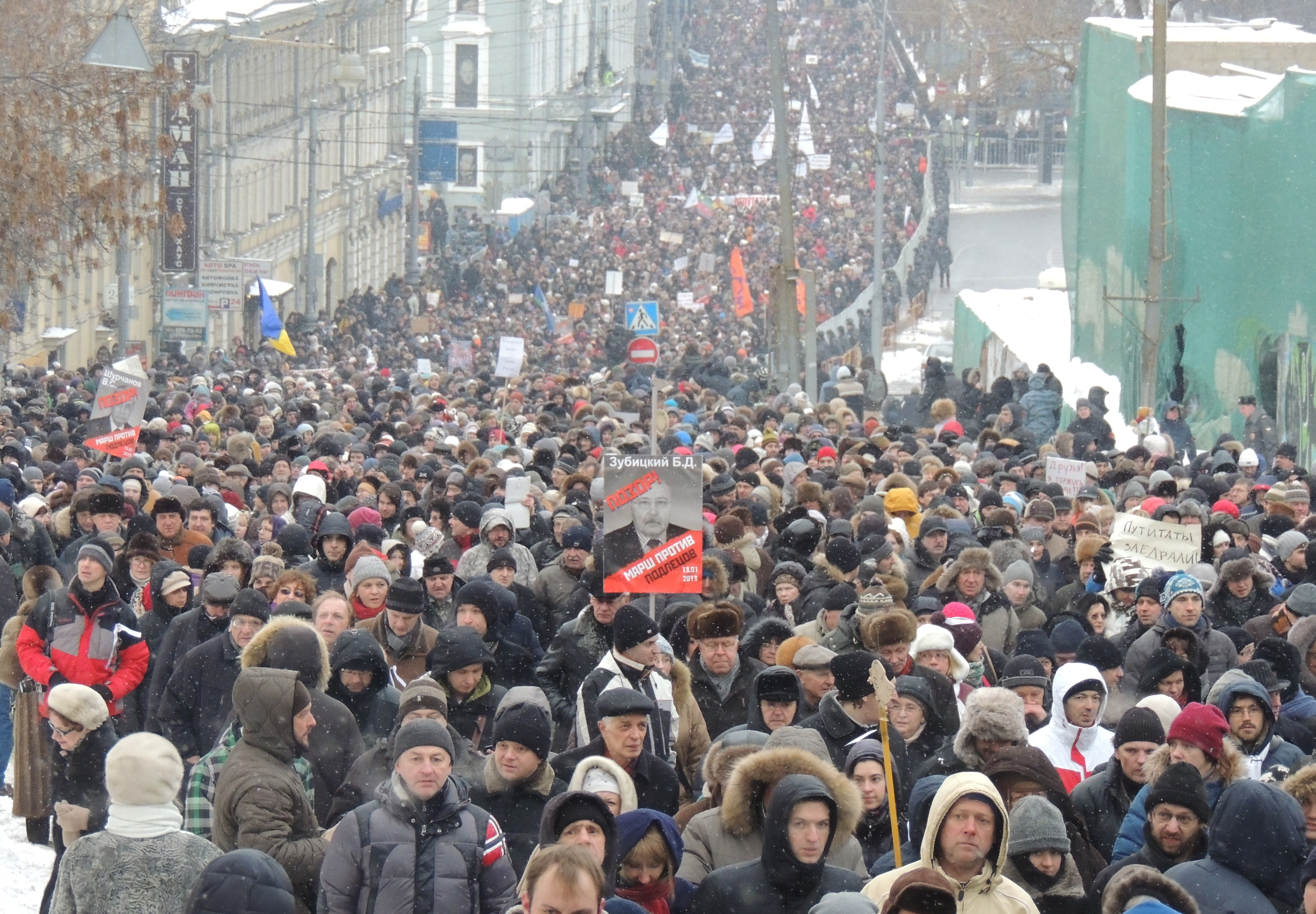
Участники «Марша против подлецов»

В воскресенье, 13 января 2013 года в знак протеста против принятия закона в Москве прошёл марш, получивший название «Марш против подлецов». По оценкам ГУ МВД, «на пике» в акции приняло участие около 9-9,5 тыс. человек. По данным организаторов — порядка 20-30 тыс. Протестные мероприятия прошли также в Санкт-Петербурге.
Если бы больные дети сами находили в интернете телефоны бездетных американских семей, звонили бы им и говорили: "У меня нет родителей, я болен, возьмите меня к себе, вылечите" - это было бы одно дело. Но когда есть посредники, которые зарабатывают большие деньги на том, чтобы этих детей отдавать за границу, - это совсем другое.
19 января 2013 года музыкант Юрий Башмет поддержал «антимагнитский закон» и выступил против того, чтобы посредники, занимающиеся вопросами усыновления российских детей иностранцами, зарабатывали на этом бизнесе. Также он поддержал действия президента, направленные на обеспечение политической суверенности страны и признался, что «обожает» президента России Владимира Путина. По другим сообщениям, высказывания Башмета были искажены информагентствами. 22 января музыкант Сергей Никитин объявил об отказе участвовать в юбилейном концерте Юрия Башмета в силу серьёзных разногласий с юбиляром по поводу принятого закона «Димы Яковлева» и его отношения к президенту В. В. Путину.
7 февраля 2013 года актёры и общественные деятели на круглом столе на тему «Сироты без границ» обратились к руководству страны с просьбой разрешить российским сиротам, которые уже успели познакомиться с американскими семьями, уехать к ним и обрести семью. Среди обратившихся были актриса Лия Ахеджакова, актёр Евгений Миронов, музыкант Андрей Макаревич, а также актриса и соучредитель фонда «Подари жизнь» Чулпан Хаматова, которая в 2012 году снялась в агитационном ролике в поддержку кандидата в президенты Владимира Путина. Пресс-секретарь президента Дмитрий Песков сообщил о том, что Путин узнал об этом только из СМИ.

### Международная реакция
Госдепартамент США в связи с принятием законопроекта Госдумой выразил обеспокоенность дальнейшими ограничениями для гражданского общества и запретом на усыновление американцами российских детей. На пресс-конференции 21 декабря и. о. пресс-секретаря Госдепа сделал заявление о российском законе в самом начале, до вопросов журналистов. 28 декабря, после подписания закона, и. о. пресс-секретаря Госдепа выразил глубокое сожаление по этому поводу. Посол США в РФ Майкл Макфол выразил обеспокоенность положениями закона, «которые ставят судьбу детей-сирот в зависимость от политических соображений и лишают российских гражданских активистов, участвующих в „политической деятельности“, возможности работать с американцами по своему выбору». Посол заявил, что «Если закон, одобренный сегодня Думой, будет принят, он беспричинно закроет путь в семьи сотням российских детей, усыновляемых ежегодно. Благополучие детей — слишком большая ценность, чтобы становиться разменной монетой в международной политике». Сенат США в январе 2013 года призвал Россию пересмотреть закон и, в первую очередь, разрешить сиротам, уже нашедшим приёмных родителей в США, воссоединиться с семьями.
«Международная амнистия» и «Хьюман Райтс Вотч» призвали отклонить законопроект, а глава ЮНИСЕФ Э. Лейк выступил против запрета на международное усыновление и против использования детей-сирот в политических целях. Докладчик ПАСЕ по детям М. Рупрехт призвала российские власти отменить закон.
В поддержку запрета выступил финский криминолог Йохан Бекман.
21 и 22 декабря 2012 года на сайте whitehouse.gov в рамках проекта обращений общественности к администрации президента США We the People появилось две петиции с требованием включить в «список Магнитского» депутатов Госдумы, поддержавших «закон Димы Яковлева». Для рассмотрения петиции на сайте We the People должны собрать за определённый срок (до 20 января 2013) не менее 25 тысяч подписей. Под первой из петиций уже к вечеру 23 декабря было собрано более 44 тысяч подписей. Затем на том же сайте whitehouse.gov появилась ещё одна петиция с требованием включить в список Магнитского президента России Владимира Путина, если тот подпишет законопроект о запрете на усыновление российских детей американцами, не успевшая набрать 25 тысяч подписей. На эти три петиции был дан один ответ, в котором говорится, в частности, что «Соединённые Штаты разделяют ваши озабоченности в связи с принятым российской Думой законопроектом <…> Мы продолжим поднимать эти озабоченности перед властями России».
Дэвид Крамер, глава международной правозащитной организации Freedom House заявил, что закон «является непропорциональной атакой на одну из самых уязвимых российских социальных групп», и что «делать сирот заложниками в ответ на американские санкции, направленные против российских нарушителей прав человека, аморально».
Госдепартамент США заявил, о том, что пока не смог получить гарантий того, что 52 ребёнка-сироты, в отношении которых уже завершены судебные процедуры, смогут выехать к приёмным родителям в США. В агентствах по усыновлению сообщали о том, что усыновители сталкиваются с невыдачей их детям новых свидетельств о рождении и загранпаспорта, необходимых для оформления вывоза ребёнка. Это происходило с учётом наличия судебных документов и окончания обязательного 30-дневного срока ожидания.

### Решение Европейского суда по правам человека
В январе 2013 года группа граждан США обратилась в Европейский суд по правам человека с жалобой в связи с законом № 272-ФЗ; их жалоба была коммуницирована в неотложном порядке.
В январе 2017 года Европейский суд пришёл к выводу, что российские власти нарушили ст. 14 Европейской конвенции о правах человека (запрещает дискриминацию) во взаимодействии со ст. 8 (гарантирует право на уважение частной и семейной жизни). ЕСПЧ обязал Россию выплатить истцам компенсации в размере 3 тыс. евро по каждой из 22 жалоб. Кроме того, суд постановил покрыть издержки заявителей в размере 600 долларов.

## Интересные факты
- RTF-файл законопроекта, доступный для скачивания с сайта Государственной думы, называется «Магницкий ТЕКСТ фз.rtf»[213].
- Некоторые комментаторы обратили внимание на то, что подписание закона президентом произошло в тот день, когда, согласно григорианскому календарю, отмечается день Избиения младенцев царём Иродом. Они также отметили, что проведение прямых параллелей между этими двумя событиями неуместно, но избавиться от этой символической связи тоже трудно[214].
- В день подписания закона президентом в отчёте о проделанной работе за прошедший год патриарх Кирилл сообщил о том, что московское правительство выделило РПЦ 45 соток земли на Алабушевском кладбище специально для захоронения детей-сирот[215], что вызвало бурю возмущения в блогах и соцсетях[216][217][218].